# Chris Lebeau
Joris Johannes Christiaan (Chris) Lebeau (Amsterdam, 26 mei 1878 - concentratiekamp Dachau, 2 april 1945) was een Nederlands veelzijdig ontwerper, kunstschilder, verzetsstrijder en anarchist.

## Levensloop
Chris Lebeau was de zoon van Jacques Charles Lebeau, machinist en winkelier, en Grietje Scholte. Lebeau werd in een Amsterdamse kelderwoning geboren als vierde en laatste kind in het arbeidersgezin. Vader Lebeau was socialist en Lebeau vergezelde hem bij de colportage met het orgaan Recht voor Allen. Op 7 mei 1902 trad Lebeau in het huwelijk met Anna M. Leverington, met wie hij een dochter kreeg. Dit huwelijk werd op 27 februari 1919 ontbonden. Op 7 mei 1932 ging hij een vrij huwelijk aan met Maria Sofia (Sof) Herman. Op 12 november 1935 trouwde hij in Londen met Ilse Ruth Voigt. Dit huwelijk werd ontbonden door scheiding op 14 januari 1937.
Lebeau begon met een opleiding aan de Kunstnijverheidsschool Quellinus Amsterdam van 1892 tot 1895, daarna aan de Rijksschool voor Kunstnijverheid Amsterdam van 1895 tot 1899. In 1904 werd hij leraar aan de Haarlemse Kunstnijverheidsschool tot 1914. Tot zijn leerlingen behoorden Bertha Bake, Johan Briedé, Willem Cordel, Walter van Diedenhoven, Jan Mankes en Emilie van Waveren-Resink.
Lebeau was een zeer veelzijdige kunstenaar; hij ontwierp dessins voor linnen voor de linnenfabrikant E.J.F. van Dissel in Eindhoven, glas voor Glasfabriek Leerdam, was plateelschilder bij de plateelbakkerij Haga in Purmerend en ontwierp aardewerk bij Amphora in Oegstgeest. Naast dessins voor behangselpapier hield hij zich bezig met batikken, schilderen, tekenen, het maken van ex librissen en het ontwerpen van boekbanden en postzegels, zoals de onder filatelisten bekende cijferserie Vliegende duif. Hij verzorgde ook decors, affiches en programma's voor Theater Verkade in Den Haag waar hij drie jaar aan verbonden was. Na het batikken werkte hij met damast, grafische ontwerpen, vrije grafiek, theaterdecors, lithografieën, krijt- en pentekeningen, glaswerk, glas-in-lood, wandschilderingen, houtsneden, sculpturen en theaterinterieurs. Zijn toegepast werk omvat onder meer tafellinnen, boekbandontwerpen en boekversieringen, affiches, spotprenten, kalenders, vaandels, catalogi en diploma's. Als kunstschilder maakte hij landschappen, stillevens en portretten. Hij maakte onder andere wandtaferelen voor de Oud-Katholieke kerk in Leiden (1926-1928) en wandschilderingen en glas in lood in de trouwzaal van het voormalige stadhuis in het Prinsenhof (Amsterdam) (1927).
Lebeau ontwierp damasten tafellinnen in opdracht van E.J.F. van Dissel & zonen. Ook voor de Eindhovense trijpfabrieken Schellens & Marto en de 's-Gravenhaagsche Smyrna tapijtfabriek ontwierp hij textiel.
Lebeau werkte ook als leraar aan een avondvakschool in de Jordaan en van 1904 tot 1914 aan de School voor Kunstnijverheid in Haarlem en was daar onder anderen leraar van Johan Briedé en een belangrijk inspirator voor de Haarlemse kunstenaars Ab (Albert) Loots en Jan Mooijman. In 1908 werkte hij een poosje in Antwerpen en in 1914 ging hij een halfjaar in Indonesië met het toneelgezelschap van E. Verkade. Het werk van Lebeau is overwegend decoratief. 
Lebeau beleed zijn overtuigingen met grote felheid. Hij noemde zich een religieuze anarchocommunist. Hij was in 1904 medeoprichter van de Nederlandsche Vereeniging voor Ambachts- en Nijverheidskunst (VANK).
Nadat de nationaalsocialisten in 1933 in Duitsland aan de macht waren gekomen, sloot Lebeau een schijnhuwelijk met een Duitse Joodse vluchtelinge. In dezelfde periode nam hij Sixta Heddema (1912-1988) als leerlinge onder zijn hoede. Tijdens de bezetting gebruikten Lebeau en Heddema hun artistieke kennis voor het vervalsen van documenten. Op 3 november 1943 werden Lebeau, zijn vrouw en Heddema gearresteerd wegens hulp aan Joodse Nederlanders. Hij kon in vrijheid komen als hij beloofde zich van illegaal werk te onthouden, maar dat wees hij af. Via Vught, waar hij op 24 februari 1944 was terechtgekomen, werd hij op 25 mei 1944 overgebracht naar het concentratiekamp Dachau. Hij stierf daar aan uitputting. Het werk in zijn atelier werd door Heddema, die werd vrijgelaten, veiliggesteld en bij haar overlijden gelegateerd aan de Stichting Schone Kunsten rond 1900, waarvan de collectie sinds de jaren zeventig is ondergebracht bij het Drents Museum in Assen.
In het Drents Museum te Assen werd in 1987 een overzichtstentoonstelling van zijn werk gehouden.

## Werk

### Afbeeldingen

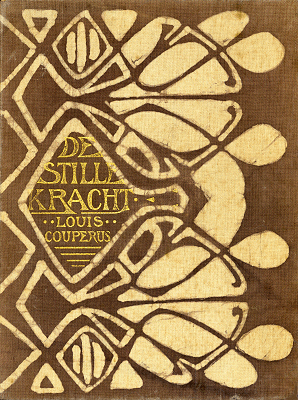
Omslag van de De stille kracht (1900) van Louis Couperus
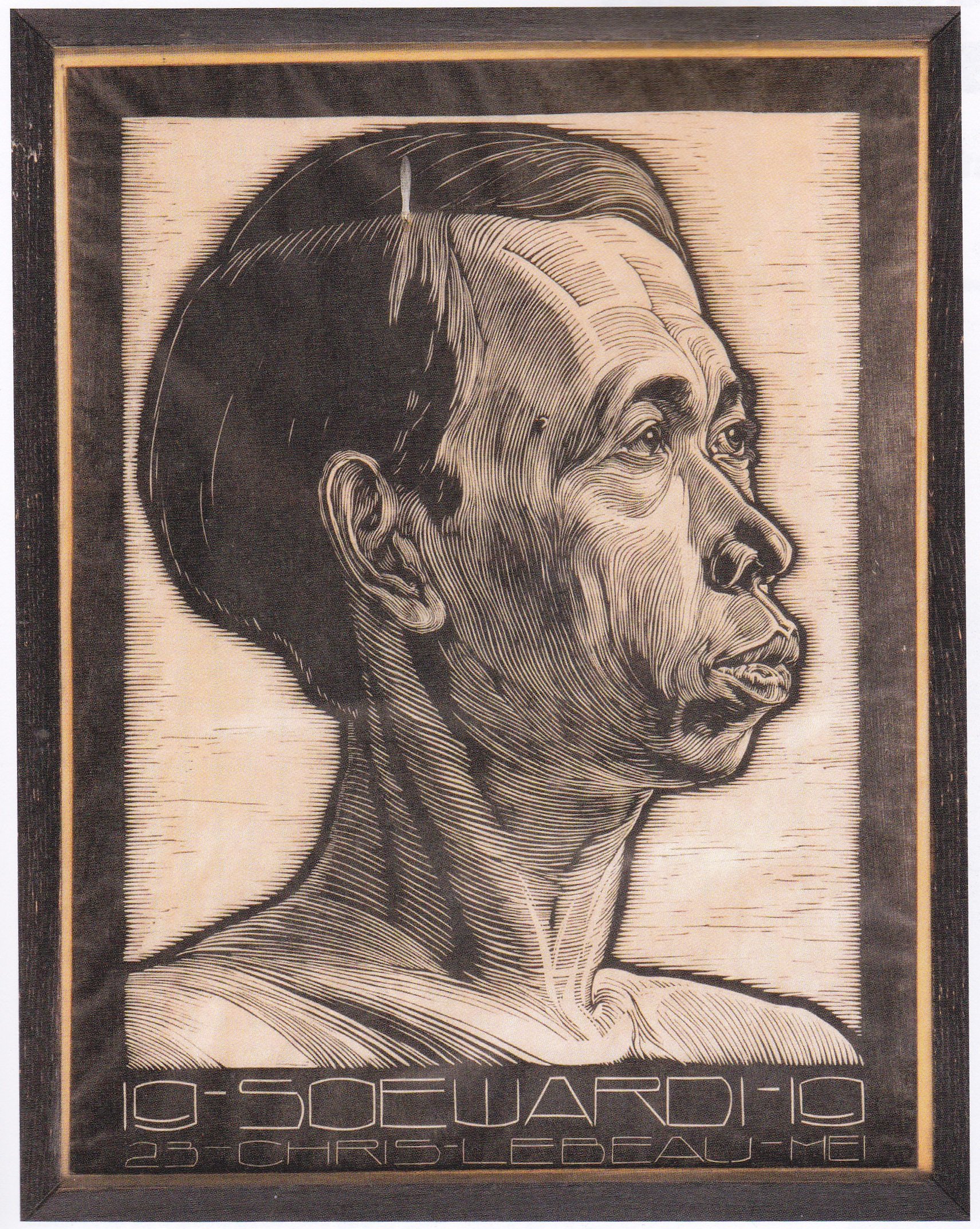
Ki Hadjar Dewantara (1919)
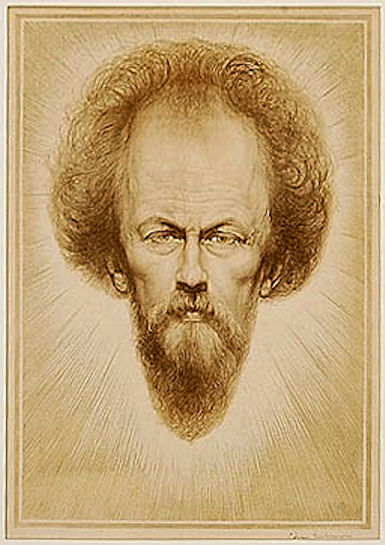
Portret van Rien Hack (1913)
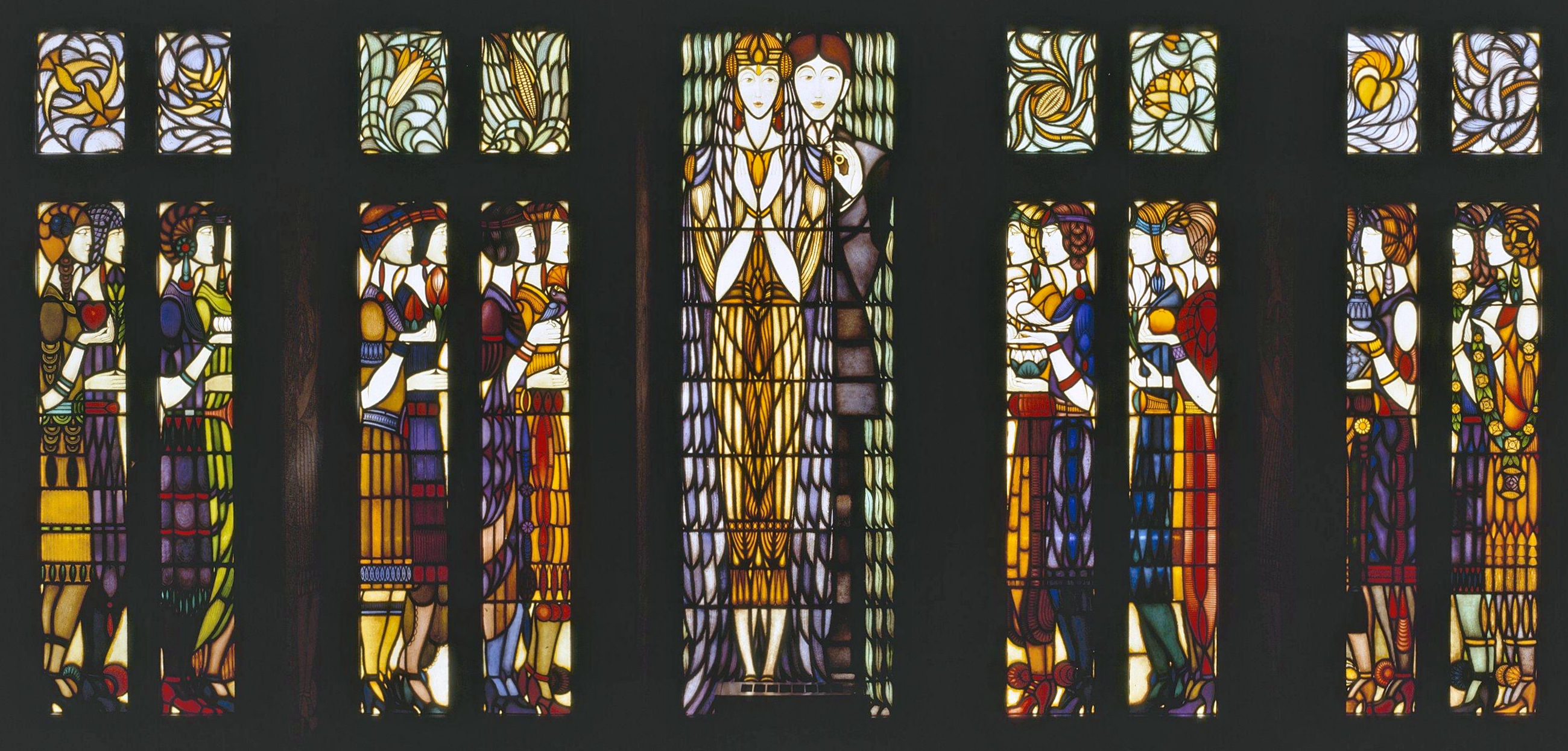
Glas-in-loodraam trouwzaal Prinsenhof te Amsterdam (1927)
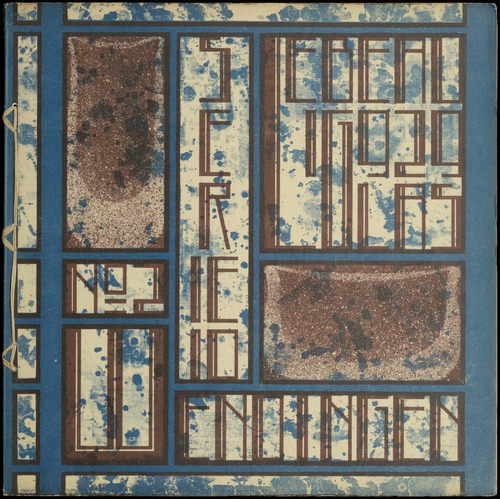
Omslag van Wendingen (1929)
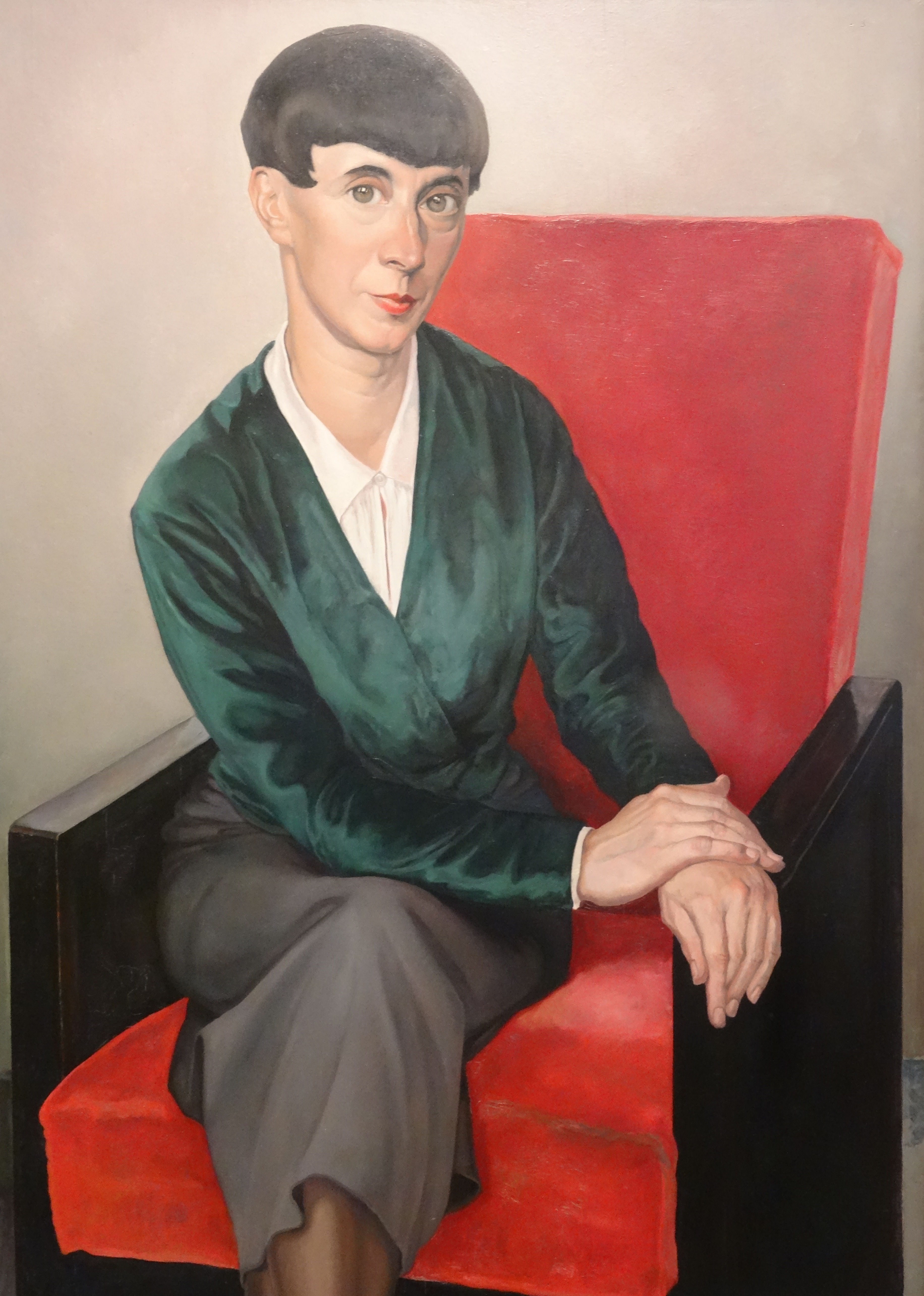
Portret van Hannah Höch (1933)
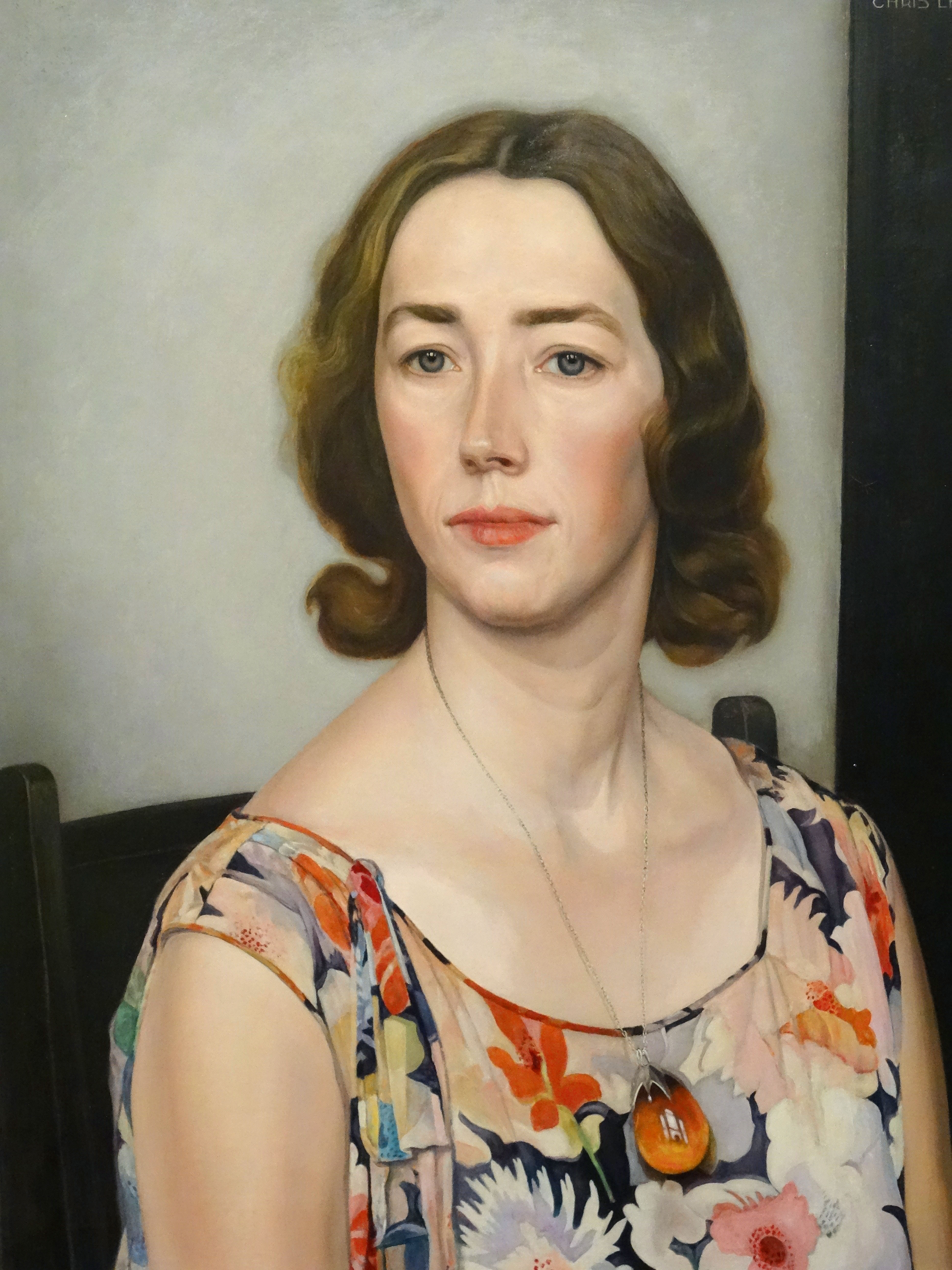
Portret van Sixta Heddema (1936)
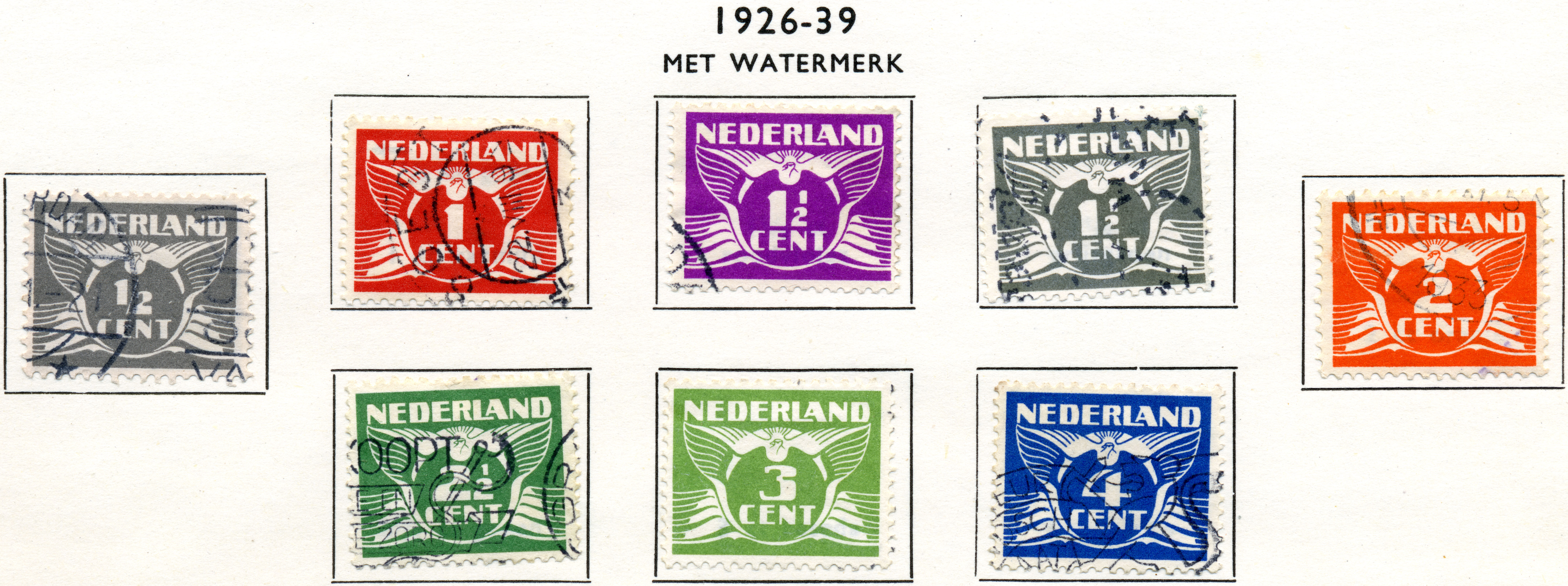
Nederlandse postzegels Cijferserie Vliegende duif (1926-1939)

### Schilderingen in de Fredericus en Odulfuskerk in Leiden

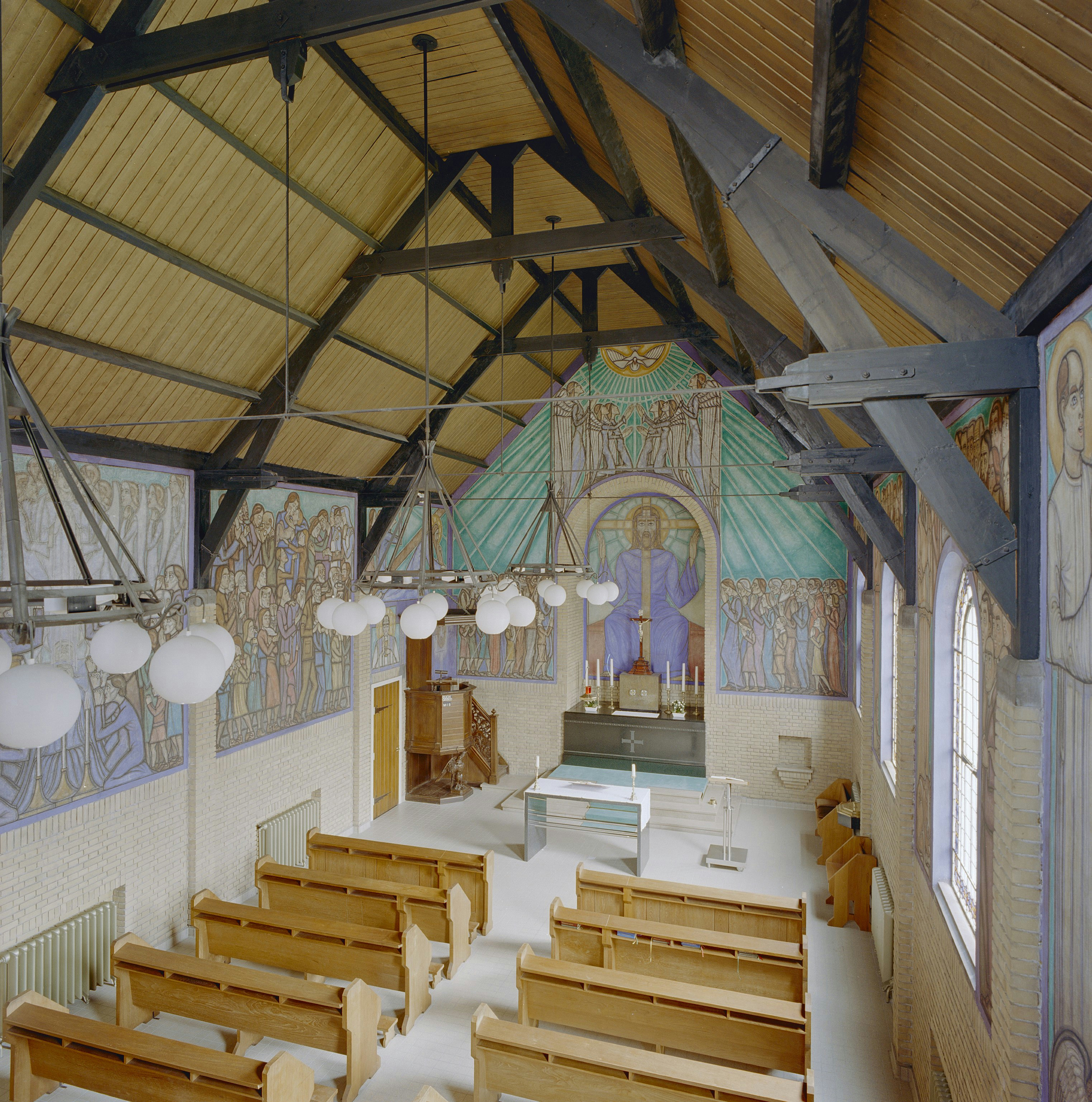
Overzicht interieur
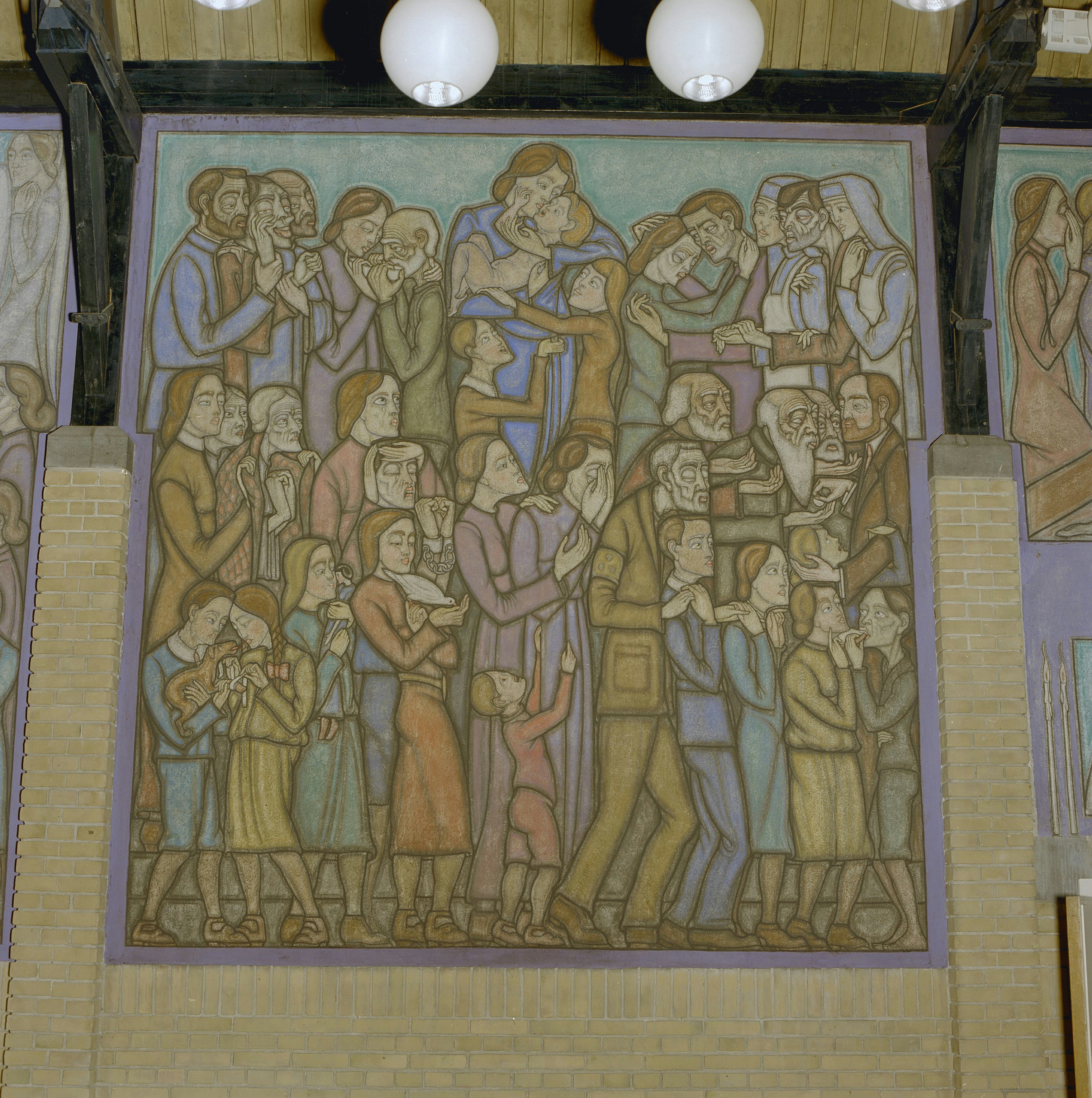
Muurschildering
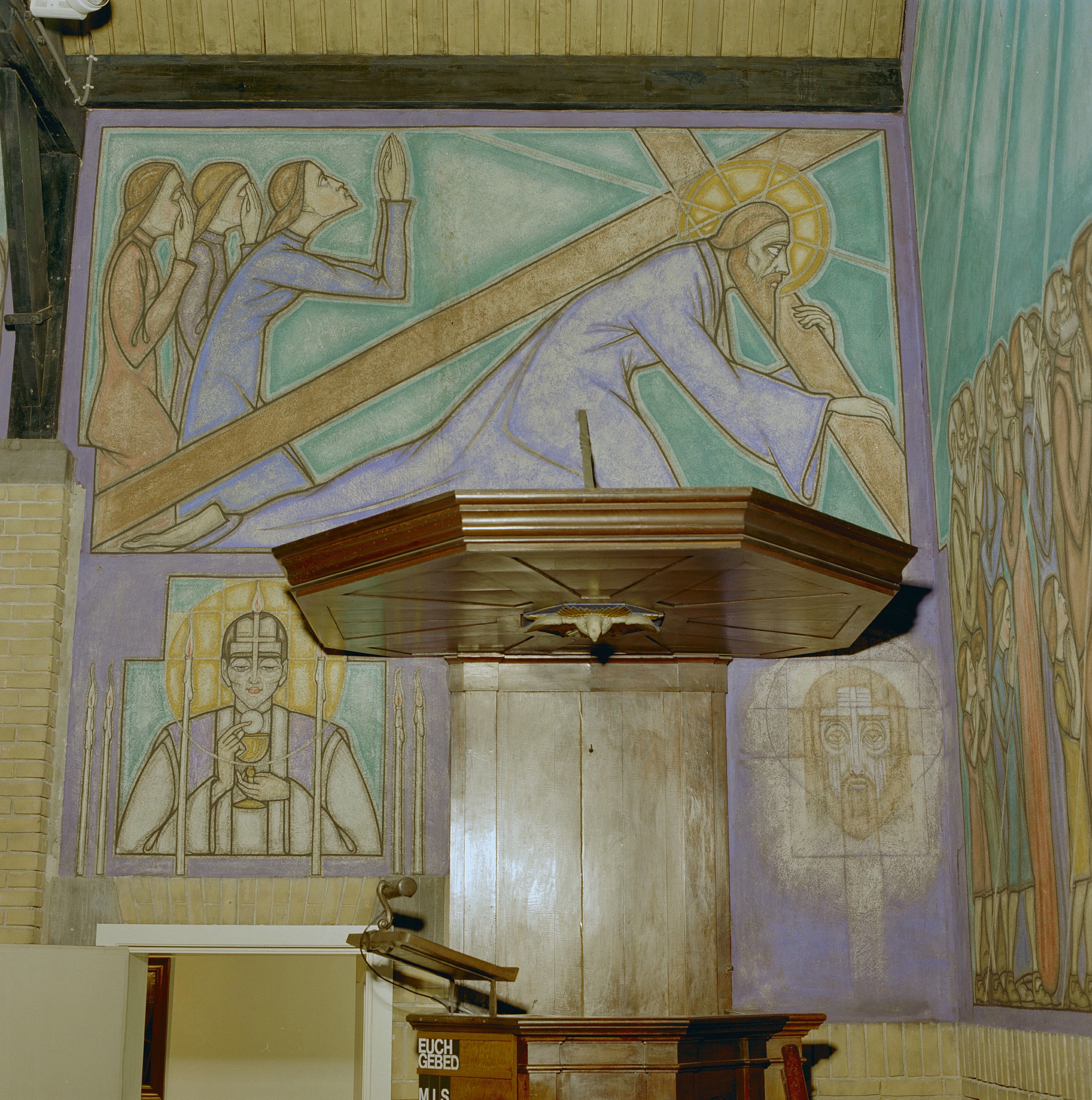
Schildering boven preekstoel
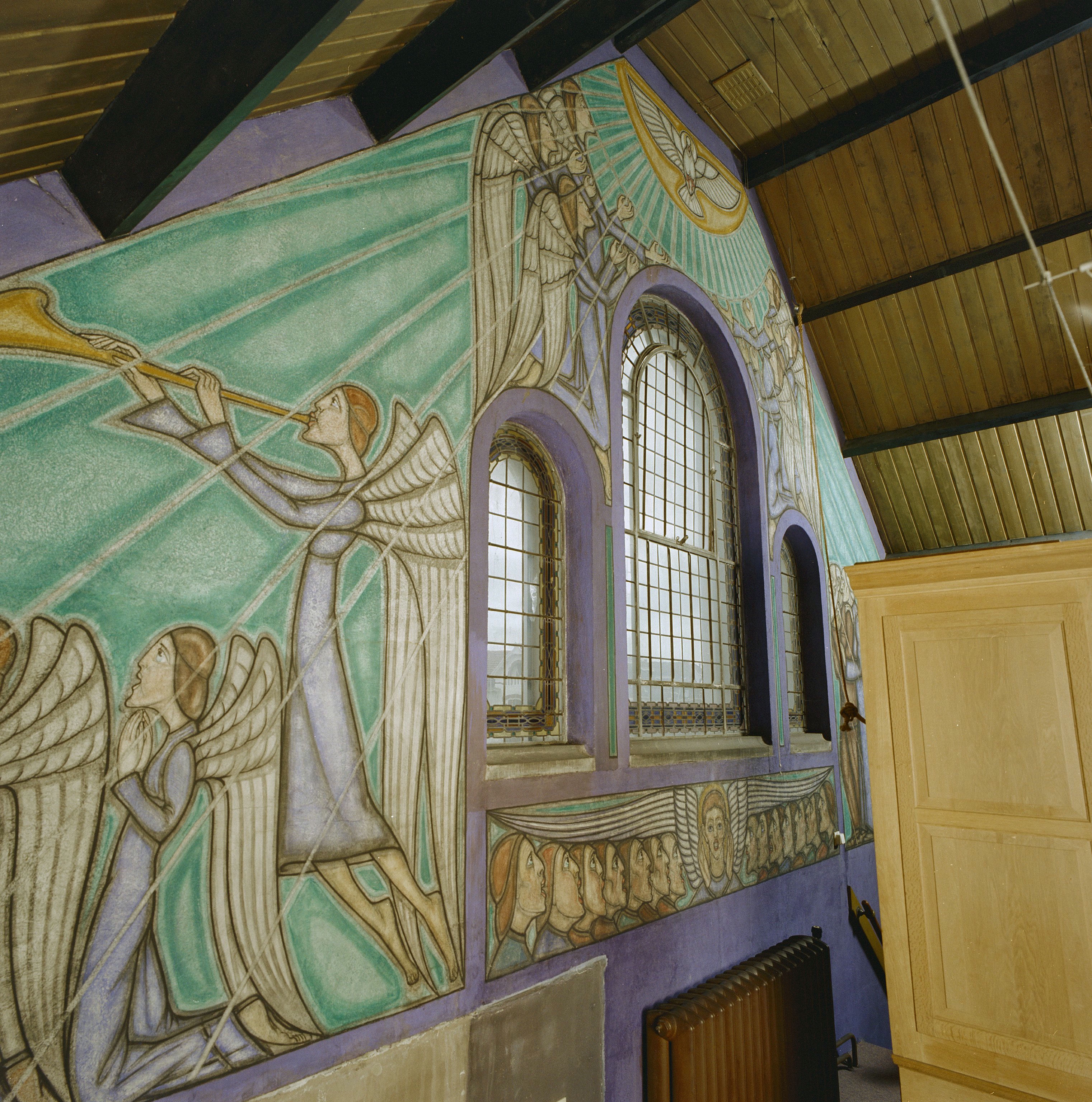
Kap
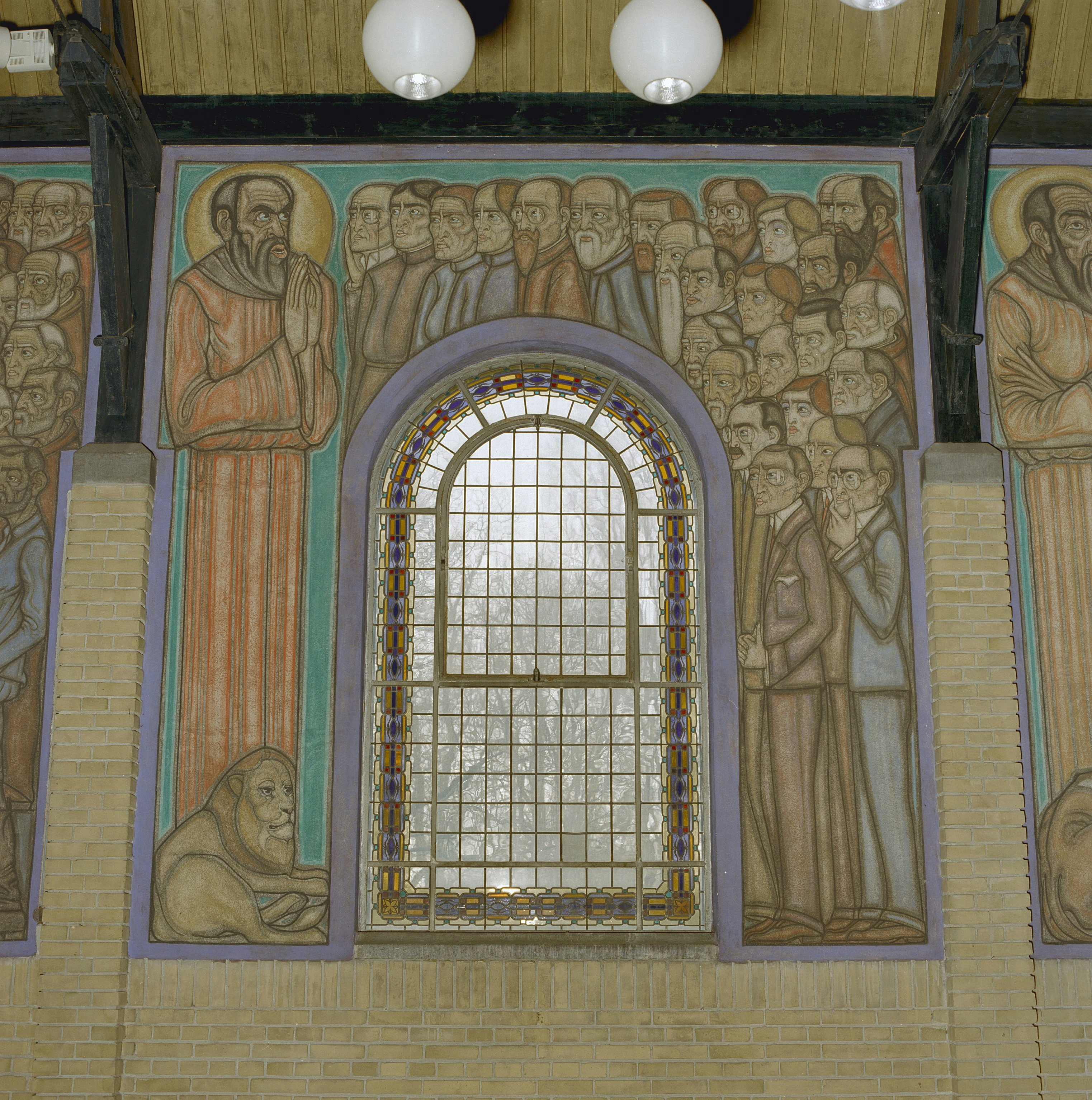
Evangelist Marcus
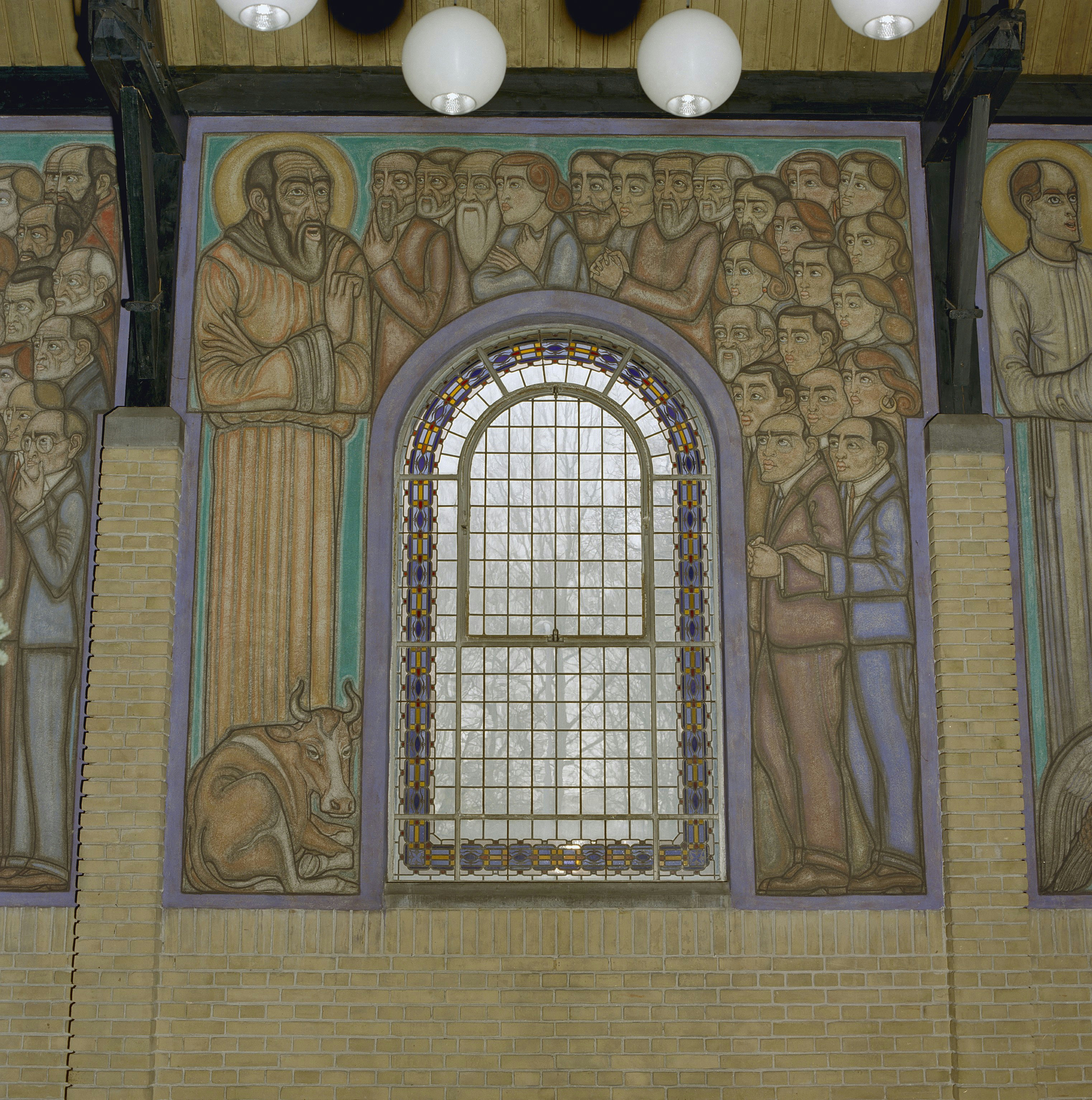
Evangelist Lucas

### Werk in openbare collecties (selectie)
- Rijksmuseum Amsterdam[3]